# Liste der Monuments historiques in Nogent-sur-Marne
Die Liste der Monuments historiques in Nogent-sur-Marne führt die Monuments historiques in der französischen Stadt Nogent-sur-Marne auf.

## Liste der Bauwerke
| Bezeichnung              | Beschreibung | Standort                                    | Kennzeichnung | Schutzstatus | Datum     | Bild           |
| ------------------------ | ------------ | ------------------------------------------- | ------------- | ------------ | --------- | -------------- |
| Cinéma Royal Palace      |              | 165, grande-rue Charles-de-Gaulle (Lage)    | PA00079923    | Inscrit      | 1990      | weitere Bilder |
| Kirche St-Saturnin       |              | 128, grande-rue Charles-de-Gaulle (Lage)    | PA00079894    | Classé       | 1862      | weitere Bilder |
| Hôtel Coignard           |              | 150, grande-rue Charles-de-Gaulle (Lage)    | PA00079925    | Inscrit      | 1991      | weitere Bilder |
| Jardin tropical de Paris |              | 45bis, avenue de la Belle-Gabrielle (Lage)  | PA00133023    | Inscrit      | 1965 1994 | weitere Bilder |
| Haus von Albert Nachbaur |              | 3, boulevard de la République (Lage)        | PA94000026    | Inscrit      | 2013      | weitere Bilder |
| Pavillon Baltard         |              | 12, rue Victor-Hugo Rue Victor-Basch (Lage) | PA00079895    | Classé       | 1982      | weitere Bilder |

## Liste der Objekte
- Monuments historiques (Objekte) in Nogent-sur-Marne in der Base Palissy des französischen Kultusministeriums